# Руджеро, Бенджамин
Бенджами́н «Левша» Рудже́ро (англ. Benjamin «Lefty» Ruggiero (19 апреля 1926 — 24 ноября 1994) — член мафии из преступной семьи Бонанно. Он хорошо известен своей дружбой и наставничеством с агентом ФБР Джозефом Домиником Пистоне, которого Руджеро знал как Донни Браско. Когда операция Пистоне была завершена 26 июля 1981 года, ФБР арестовало Руджеро 29 августа 1981 года. В ноябре 1982 года Руджеро был приговорен к 15 годам тюремного заключения по целому ряду обвинений.

## Биография
Руджеро родился 19 апреля 1926 года в районе Адская кухня в Манхэттене. Детство и юность Руджеро провел в Маленькой Италии. Его отец, Фиори Руджеро, работал водителем грузовика, а мать, Фрэнсис, была домохозяйкой. У Руджеро были младшие брат и сестра по имени Доминик и Анджелина. Руджеро присоединился к преступной семье Бонанно в молодости, служа сначала уличным солдатом под капо Майклом Сабеллы. Вскоре Руджеро добился успеха в букмекерстве, вымогательстве и ростовщичестве.
Руджеро жил в квартире на Монро-стрит в Манхэттене, в том же здании, что и его друг и солдат клана, Энтони Мирра. Сообщается, что у Руджеро была быстрая лодка, которую он держал в доке на Ист-Ривер в Нью-Йорке. Руджеро подружился с будущим семейным боссом Филлипом «Расти» Растелли и Миррой. Руджеро стал совладельцем рыбного промысла на рыбном рынке Фултона на Манхэттене. Как совладелец, Руджеро не работая получал зарплату 5000 долларов в месяц. В 1970-х он купил социальный клуб в Маленькой Италии.

## Операция Донни Браско
Примерно в то же время, когда Руджеро стал полноправным членом семьи Бонанно, капореджиме (далее капо) Энтони Мирра познакомил его с опытным вором драгоценностей по имени Донни Браско, который на самом деле был специальным агентом ФБР Джозефом Д. Пистоне, внедренным в их мафиозную ячейку. Первоначальной миссией Пистоне было проникновение в банды по угону грузовиков и ограждению. Однако дружба Пистоне с Миррой и Руджеро дала ФБР шанс более глубже проникнуть в мафию. Браско начал работать на Руджеро, делая ставки и помогая ему собирать поборы для букмекерской деятельности в его социальном клубе. Руджеро был наставником Браско и пообещал спонсировать его членство в семье. Руджеро подружился с Браско, что вызвало недовольство Мирры, который первоначально их познакомил друг с другом.
Браско был шафером на свадьбе Руджеро в 1977 году и часто давал Руджеро советы по борьбе с героиновой зависимостью его сына Томми.
Однажды в ресторане в Майами-Бич, штат Флорида, Руджеро читая статью в журнале Time, наткнулся на фотографию белой яхты, которую ФБР использовало в операции Abscam по задержанию американских конгрессменов вовлеченных за взяточничество, где агенты выдавали себя за богатых арабских бизнесменов. Руджеро узнал лодку с названием «Левая рука», которую Браско предоставил для их вечеринки несколько месяцев назад. Браско смог убедить Руджеро, что он не знал, что владелец лодки связан с ФБР.
Во время более ранней преступной деятельности, Руджеро встретил Фрэнка Балистриери, босса мафии Милуоки, штата Висконсин. Руджеро признался Пистоне, что чувствовал опасность в присутствии Балистриери.
В 1979 году Руджеро превратил свой клуб в кондитерскую и передал его в управление одной из своих дочерей. В то же время Руджеро и Браско начали букмекерскую деятельность вне магазина. Однако вскоре Руджеро был исключен из партнерства, поскольку не смог внести необходимые инвестиции в размере 25 000 долларов.

## Убийство трех капо в 1981 году
В 1979 году был убит босс Бонанно Кармине Галанте, что создало вакуум власти в семье. После убийства Галанте власть на себя взял Филип Растелли, который управлял семьей из тюрьмы. Однако одна фракция, возглавляемая Альфонсом «Сонни Ред» Инделикато, восстала против руководства Растелли. В это время Руджеро присоединился к команде Доминика «Сонни Блэк» Наполитано и Джозефа Миссино, сторонников Растелли.
5 мая 1981 года Инделикато и два других капо, Филип Джакконе и Доминик Тринчера, были заманены на встречу и убиты.
После смерти трех капо восстание против Растелли было подавлено. По словам Пистоне, убийцами были Наполитано, Джон Серсани, Джо Массино, Сэл Витале, Джозеф Дезимоне, Джерландо Шаша, Николас Сантора, Вито Риццуто, Луи Джионджетти и Санто Джордано. Руджеро и Серсани были наблюдателями и позже были отправлены с Наполитано, Эпископией и Капозио в другое место чтобы избавиться от тел.

## Репутация
Руджеро жил жизнью гангстера. Однажды Пистону он объяснил: «Как умник, ты можешь лгать, ты можешь обманывать, ты можешь воровать, ты можешь обманывать, ты можешь устроить шум… ты можешь делать что угодно, и никто не может сказать об этом ни слова. Кто не хотел бы быть умником?». Руджеро был воплощением умника и пользовался уважением других мафиози. Он имел репутацию убийцы, но в повседневной жизни он не был склонен к насилию. Руджеро никогда не отбывал срока в тюрьме; его много раз арестовывали, но никогда не сажали в тюрьму. Руджеро получил прозвище «Левша» за то, что бросал кости левой рукой во время игры в кости. Он получил прозвище «Два пистолета», потому что, когда он выходил на охоту, ему нравилось использовать два пистолета.
К 1970-м годам Руджеро пристрастился к азартным играм. Делая большие ставки сильно проигрывал на скачках. Вскоре он занял деньги у Николаса Маранджелло, чтобы покрыть проигрыши.
К 1977 году Руджеро был должен Маранджелло 160 000 долларов. Семья Бонанно сказала Руджеро, что ему придется отплатить Маранджелло, прежде чем стать членом семьи.
К 1977 году Руджеро выплатил большую часть своего долга Маранджелло, и семья приняла его членство.
В 1978 году Руджеро снова оказался в долгу перед Маранджелло. На этот раз, чтобы погасить долг, семья договорилась о переводе доходов от части преступных операций Руджеро непосредственно Маранджелле. Из-за проблем с азартными играми Руджеро всегда пытался скрыть свои немногочисленные активы.

## Последующие события и смерть
26 июля 1981 года операция Донни Браско подошла к концу. Агенты ФБР посетили квартиру Наполитано и на крыше The Motion Lounge сообщили ему об истинной личности Браско. После того, как руководство Бонанно узнало правду, мафия немедленно приступила к поиску людей, которые привели Браско в семью. Вскоре после этого Мирра и Наполитано были убиты.
29 августа 1981 года ФБР арестовало Руджеро.
В ноябре 1982 года Руджеро вместе с Санторой, Антонио Томасуло и Энтони «Толстым Тони» Рабито были признаны судом присяжных виновными и приговорены к 15 годам тюремного заключения за заговор с целью рэкета. Руджеро отказался поверить, что Донни Браско был специальным агентом ФБР, а не его сообщником. Руджеро сказал своему адвокату: «Он никогда не пойдет против нас». Однако после того, как Пистоне дал против него показания, он позже сказал: «Я достану этого ублюдка Донни, если это будет последнее, что я сделаю».
В апреле 1993 года, страдая от рака легких и яичек, Руджеро был досрочно освобожден из тюрьмы, отсидев почти 11 лет. Умер 24 ноября 1994 года.

## В популярной культуре
В фильме 1997 года «Донни Браско» Бенджамина Руджеро сыграл Аль Пачино. В данном фильме «Левша» признается Браско, что за свою жизнь убил 26 человек, позже он убивает персонажа по прозвищу «Ники» (Бруно Кирби). В реальной жизни Николас Сантора, не был убит и, как полагают, был боссом преступной семьи Бонанно.
Внучка Руджеро Рамона Риццо появилась в телешоу Mob Wives на канале VH-1.

## В издательстве
- Pistone, Joseph D.; & Woodley, Richard (1999) Donnie Brasco: My Undercover Life in the Mafia, p. 402, Hodder & Stoughton. ISBN 0-340-66637-4.
- Pistone, Joseph D.; & Brandt, Charles (2007). Donnie Brasco: Unfinished Business, Running Press. ISBN 0-7624-2707-8.
- Crittle, Simon. The Last Godfather: The Rise and Fall of Joey Massino Berkley, (March 7, 2006) ISBN 0-425-20939-3
- DeStefano, Anthony. The Last Godfather: Joey Massino & the Fall of the Bonanno Crime Family. California: Citadel, 2006.
- Raab, Selwyn. The Five Families: The Rise, Decline & Resurgence of America’s Most Powerful Mafia Empire. New York: St. Martins Press, 2005